# Granatnik nasadkowy

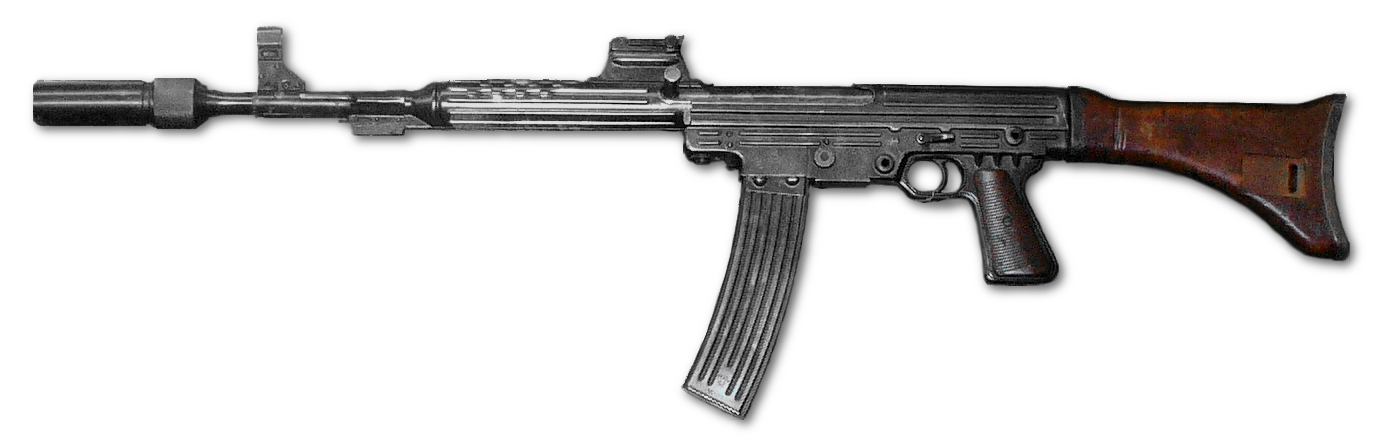
Granatnik nasadkowy do miotania granatów karabinowych na karabinku MKb 42(W)

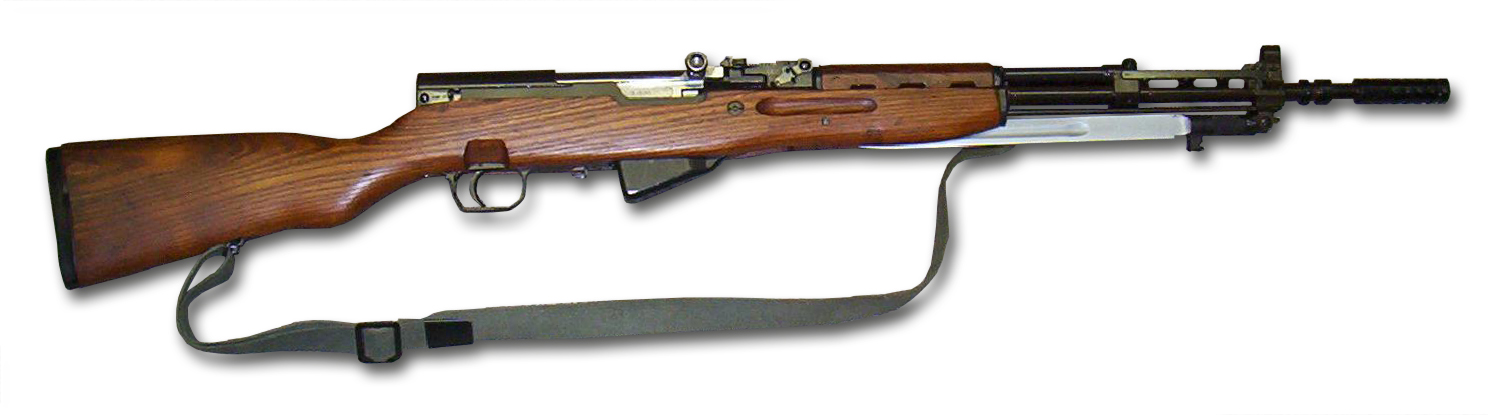
Granatnik nasadkowy w formie urządzenia wylotowego do miotania granatów nasadkowych na karabinku M59/66

Granatnik nasadkowy (pot. garłacz) – rodzaj granatnika mocowanego u wylotu lufy broni strzeleckiej (np. karabinu). Przybiera on formę nasadki: szerokiej cylindrycznej do miotania granatów karabinowych, lub stosunkowo wąskiej w formie urządzenia wylotowego do miotania granatów nasadkowych.

## Historia
Najwcześniejszą formą granatnika nasadkowego był tzw. garłacz karabinowy. Jego nazwa nawiązywała do garłacza – odprzodowej broni palnej wyposażonej w lufę z charakterystycznym rozszerzeniem u wylotu. Garłacze karabinowe miały formę cylindrycznej nasadki mocowanej na końcu lufy karabinu (garłacz współosiowy) lub równolegle do niej (garłacz równoległy). 
W garłaczach współosiowych miotanie granatu następowało za pomocą siły ciśnienia gazów prochowych ładunku miotającego naboju karabinowego, lub też przy wykorzystaniu tejże siły oraz energii pocisku wystrzelonego z karabinu i uderzającego w tylną  część granatu karabinowego. W pierwszym przypadku granaty posiadały wzdłuż otwór centralny, przez który przelatywał pocisk, w drugim – tulejkę z otworem stożkowym do uchwycenia wystrzelonego pocisku.
W garłaczach równoległych nasadka była połączona z lufą karabinu kanałem gazowym, przez który przedostawały się gazy prochowe powstałe po odpaleniu naboju. Obecnie garłacze stosowane są głównie jako broń policyjna przeznaczona do miotania granatów z gazami łzawiącymi
W okresie międzywojennym garłacze karabinowe znajdowały się w uzbrojeniu wojsk Francji, Niemiec, Włoch i ZSRR. W Wojsku Polskim stosowane były do karabinów systemu Berthiera wraz z granatami karabinowymi VB (Vivien-Bessieres). 
W czasie II wojny światowej pojawiły się udoskonalone wersje garłaczy karabinowych, z nasadkami wewnętrznie gwintowanymi. Granaty karabinowe miotane z tych garłaczy miały kaliber około 30 mm i masę 0,25–0,45 kg. Na ich powierzchni nacięte były bruzdy współpracujące z bruzdami lufy. Garłacze gwintowane były celniejsze od swoich poprzedników z okresu I wojny światowej, ale problemem pozostawała niewielka skuteczność niewielkich granatów karabinowych.
Pod koniec II wojny światowej pojawiły się granatniki nasadkowe służące do miotania granatów nasadkowych. Przybierały one formę urządzenia wylotowego, którego zewnętrzna powierzchnia była prowadnicą, na którą nakładano granat. Obecnie większość karabinów posiada wielofunkcyjne urządzenia wylotowe pełniące także funkcję nasadki do miotania granatów nasadkowych, ale rzadko są w tej roli stosowane z uwagi na rozpowszechnienie granatników podwieszanych.